# Espartaco Santoni
Espartaco Garibaldi Borga Santoni (Carúpano, Veneçuela, 14 de juny de 1937 - Marbella, 3 de setembre de 1998) va ser un actor, productor de cinema i empresari hostaler veneçolà, establert en Espanya.

## Biografia
Descendent de corsos, radicats a Veneçuela, Espartaco Santoni va deixar el seu natal Carúpano sent molt jove, i va anar a recórrer el món. Va estar a Caracas, Bogotà, Nàpols (ciutat natal del seu pare) i finalment, es va radicar en Espanya a mitjan anys 50.
Va filmar més de quinze pel·lícules i va compartir honors amb Stephen Boyd, Analía Gadé i Lucía Bosé. També va provar ser productor, distribuïdor cinematogràfic i empresari hostaler. Encara que el fracàs va seguir a cadascuna d'aquestes iniciatives, se les va enginyar per a sortir del mal pas.
Santoni va ser un habitual de les revistes de faràndula a Espanya, sobretot arran dels seus nombrosos enamoriscaments, que no va dubtar a airejar en un polèmic llibre de memòries. Al llarg de la seva vida va conviure amb set dones; una d'elles va ser l'avui baronessa Thyssen-Bornemisza, Carmen Cervera (amb qui va contreure matrimoni el 1975) i entre els seus restants amors es compten altres actrius i famoses com Analía Gadé, Bárbara Rey, la princesa Carolina de Mònaco, Ursula Andress, Massiel i Marisa Mell. Segons la seva filla, Paola Santoni, els seus tres grans amors van ser Tere Velázquez, Marujita Díaz i Carmen Cervera.

### Noces als 17
Tan sols 17 anys, es va casar amb María dels Àngels Seijo, i d'aquest matrimoni van néixer dos fills.

### AmbMarujita Díaz
Va ser el 1957 quan va conèixer a Caracas a Marujita Díaz, amb la qual es va casar; van col·laborar en projectes cinematogràfics fins a 1963. La seva presència en l'escena espanyola la hi deu a aquesta popular actriu, amb la qual va crear l'empresa M.D. Producciones i a la qual va donar el paper protagonista en les pel·lícules La corista (1960) de José María Elorrieta, Pelusa (1960), de Javier Setó, Abuelita Charlestón (1961), igualment de Javier Setó i Canción de arrabal (1961), d’Enrique Carreras.

### AmbTere Velázquez
Després de trencar la seva relació amb Marujita Díaz, Santoni va conèixer a l'actriu mexicana Teresa Velázquez en el set de la pel·lícula El valle de las espadas. Es va casar amb ella i va tenir dos fills més: Espartaco i Paola. Tots dos van formar també parella artística, però el matrimoni també es va trencar, per infidelitats mútues.

### AmbCarmen Cervera
Santoni va iniciar una relació amb Carmen Cervera. Van contreure matrimoni a Nova York al febrer de 1975, un enllaç que després Tita Cervera va manifestar que era nul per bigàmia.
El 1976 Santoni va ser detingut per presumpta estafa i falsedat de documents i va passar 35 dies a la presó de Carabanchel. Aquests fets van afectar econòmicament Carmen Cervera, qui va relatar que va perdre fins als mobles de la seva casa. La seva relació es va trencar, i dos anys després Santoni va tornar a Veneçuela on es va casar amb Naty de las Casas una distingida dama de la societat de Caracas.

### Anys 90: polèmic llibre
Després d'un llarg silenci, va tornar a Espanya a principis dels anys noranta, dedicant-se al negoci de l'hostaleria a la ciutat de Marbella i a explotar els seus records sentimentals en programes televisius. Va publicar un llibre, No niego nada, on va revelar detalls íntims de les seves antigues parelles, la qual cosa va provocar irades crítiques que l'acusaven de groller i indiscret. Moltes de les dones al·ludides es van mostrar molt molestes, si bé alguna va arribar a perdonar-lo en els seus últims moments.

### Defunció
Va morir a la casa dels pares de la seva última esposa, situada a Marbella, a l'edat de 66 anys a causa d'un càncer de pàncrees, sis mesos després que Tere Velázquez. Va ser enterrat en el cementiri d'aquesta ciutat.

## Filmografia
- La corista (1960)
- Pelusa (1960)
- Canción de arrabal o La cumparsita (1961)
- Abuelita Charlestón (1962)
- Han robado una estrella (1963)
- El valle de las espadas (The Castillian) (1963)
- El escándalo (1964)
- Abajo espera la muerte (1966)
- El misterioso señor Van Eyck (1966)
- El hombre de Caracas (1967)
- Cuernos debajo de la cama (1969)
- Goldface (1969)
- Un dólar para Sartana (1971)
- Su le mani, cadavere! Sei in arresto (1971)
- Las amantes del diablo (1971)
- Mil millones para una rubia (1972)
- Ceremonia sangrienta (1973)
- Pena de muerte (1973)
- Las melancólicas (1974)
- El diablo se lleva a los muertos (1974)
- Torrente, el brazo tonto de la ley (1998)

## Obres publicades
- No niego nada. Memorias de Espartaco Santoni. El Arte de la Seducción. Memorias de un moderno Casanova. Año 1990.[7] ISBN 9788440614001